# Toxeus magnus
Espèce
Synonymes
- Myrmarachne magna Saito, 1933

Toxeus magnus est une espèce d'araignées aranéomorphes de la famille des Salticidae.

## Distribution
Cette espèce est endémique de Taïwan.

## Description
Le mâle holotype mesure 10,0 mm. Cette araignée est myrmécomorphe.
Elle nourrit ses petits durant au moins 20 jours au moyen d'un liquide nutritif jaunâtre, ce qui est abusivement appelé allaitement,.

## Publication originale
- Saito, 1933 : Notes on the spiders from Formosa. Transactions of the Sapporo Natural History Society, vol. 13, p. 32-61.